# Kruså
Kruså – miasto w Danii, w regionie Dania Południowa, w gminie Aabenraa.